# Hysterocrates hercules
Hysterocrates hercules es una especie de araña que pertenece a la familia Theraphosidae (tarántulas). Es una especie endémica de Nigeria.